# The Tenth Planet
The Tenth Planet (El décimo planeta) es el segundo serial de la cuarta temporada de la serie británica de ciencia ficción Doctor Who, emitida originalmente en cuatro episodios semanales del 8 al 29 de octubre de 1966. Fue la última aparición regular de William Hartnell como el Primer Doctor y la primera historia en la que aparecieron los Cybermen. Patrick Troughton hizo también su primera aparición, sin acreditar, como el Segundo Doctor, cuando se produjo la primera escena de regeneración de la historia de la serie.

## Argumento
El Doctor y sus acompañantes Ben y Polly llegan en la TARDIS al Polo Sur en el año 1986, cerca de la base de Snowcap. La base supervisa la misión de la nave Zeus IV, que lleva una exploración de rutina por la atmósfera de la Tierra. Lecturas extrañas en los instrumentos de la nave llevan al descubrimiento de un nuevo planeta que ha aparecido de repente aproximándose a la Tierra. La nave comienza a tener pérdidas de energía, y el personal de Snowcap comienza a preparar el aborto de la misión.
En la base, el Doctor revela lo que sabe del décimo planeta: es Mondas, un antiguo hermano de la Tierra, y sus habitantes pronto la visitarán. Cumpliéndose su predicción, tres criaturas robóticas aterrizan en el exterior, matando a los guardias y disfrazándose con sus uniformes para lograr el acceso.
Mientras todos están distraídos con el aterrizaje seguro de la Zeus IV, las criaturas conquistan fácilmente la base. El personal de la base les ruegan a los invasores que les permitan salvar las vidas de la tripulación de la Zeus IV, pero las criaturas dicen que sus vidas son irrelevantes para ellos. Les explican que ellos son los Cybermen, quienes en el pasado eran seres humanos, pero gradualmente reemplazaron sus cuerpos con partes mecánicas, incluyendo la eliminación de la "debilidad" de las emociones de sus cerebros. Los Cybermen permiten a los hombres contactar con la Zeus IV, pero es demasiado tarde, ya que la nave es atraída por Mondas y explota.
Los Cybermen explican que Mondas está absorbiendo la energía de la Tierra y pronto la destruirá. Les proponen llevarse a los humanos a Mondas y convertirlos en Cybermen. Ben, que ha sido hecho prisionero en la sala de proyecciones tras intentar matar a un Cyberman, arregla el proyector para cegar al Cybermen que llega, permitiéndole robar su arma y matarle. Volviendo a la sala de seguimiento, le da el cyberarma al general Cutler, el comandante de la base, que mata a los dos Cybermen que quedan. Cutler contacta con el cuartel general del comando espacial en Ginebra y le informan de que han enviado a su hijo en una misión para rescatar la Zeus IV condenada.
Cutler decide que es hora de tomar la iniciativa en la lucha contra los Cybermen y decide usar la poderosa bomba-Z para destruir Mondas. Ben no está de acuerdo con usar la bomba, diciendo que Mondas se autodestruirá de todas formas cuando absorba demasiada energía. El jefe de científicos en Snowcap, el Dr. Barclay, también está preocupado, diciendo que la contaminación radiactiva del planeta en explosión causaría la pérdida de muchas vidas en la Tierra. Inamovible, Cutler ordena que encierren a Ben en una cabina con el Doctor, que está inconsciente y parece enfermo.
Barclay va con Ben y le dice como sabotear el cohete para evitar que alcance Mondas, pero Cutler se da cuenta de la ausencia de Barclay y pilla a Ben con las manos en la masa. Cutler intenta lanzar la bomba-Z, pero los motores fallan en el control de lanzamiento, gracias al sabotaje de Ben. Cutler, enfurecido, amenaza con matar a Ben, Barclay y el Doctor, que ha recuperado la consciencia. Antes de que pueda disparar al Doctor, Cutler es asesinado por el líder de un nuevo escuadrón de Cybermen.
Los Cybermen insisten en que se desmantele el cohete que apunta a Mondas. El Doctor sugiere que es una buena idea hacer esto, y le dice a los otros que le sigan el juego para ganar tiempo, ya que Mondas no puede absorber mucha más energía. Los Cybermen se llevan a Polly a su nave como rehén.
Mientras los Cybermen conquistan la estación de comando en Génova, el Doctor se da cuenta de que su plan es destruir la Tierra con las bombas-Z y así salvar Mondas. Logra decirles esto a Ben y los otros por el intercomunicador, antes de que los Cybermen se lo lleven prisionero. En la sala de radiación, Ben supone que la razón por la que necesitan utilizar humanos para este trabajo, en vez de hacerlo ellos mismos, es que son altamente susceptibles a la radiación. Barclay sugiere usar las barras de la cámara del reactor como arma portátil contra los Cybermen. Esto tiene éxito, permitiendo a Ben, Barclay y los otros ganar el control de la base. Más Cybermen entran en la sala de seguimiento, pero justo en ese momento Mondas explota, desactivando todos los Cybermen que quedan. El hijo de Cutler contacta con la base desde el Zeus IV, diciendo que la nave vuelve a funcionar a plena potencia, y desde Ginebra le dicen a Barclay que la amenaza Cybermen ha terminado.
Mientras tanto, Ben ha ido por su cuenta a la nave de los Cybermen para rescatar al Doctor y Polly. El Doctor, que ya llevaba un tiempo diciendo que se encontraba "un poco gastado", se muestra muy enfermo y confuso y, con esfuerzo, regresa a la TARDIS. Dentro, el Doctor se desploma en el suelo, y ante los atónitos ojos de sus acompañantes, sus células se regeneran por primera vez, y se transforma en un hombre más joven.

### Continuidad
- El serial del Sexto Doctor Attack of the Cybermen está ambientado en 1985, un año antes de los eventos de The Tenth Planet. En ese serial, los Cybermen intentan cambiar la historia para que Mondas no sea destruido.
- El Doctor, en cierto punto, dice que siente que su cuerpo está "algo gastado", haciendo referencia a que se va sintiendo cada vez más débil, por su extrema vejez que desatará la regeneración. Cuando en El día del Doctor el Doctor Guerrero comienza a regenerarse de repente al final, utiliza la misma frase de estar "algo gastado", dando a entender que la razón de su regeneración es idéntica a la del Primer Doctor, la extrema vejez.

#### Regeneración
- Cuando el Doctor se regenera al final de la historia, el proceso aún no tenía nombre. En el siguiente serial, The Power of the Daleks, el Doctor dice que se ha "renovado", implicando una restauración de la juventud más que un cambio de cuerpo. El concepto no recibió el nombre "regeneración" hasta Planet of the Spiders (1974).
- El editor de guiones, Gerry Davis, dijo posteriormente que se suponía que la absorción de energía de Mondas era la causa de la regeneración, pero esto no quedó claro en pantalla, y se asume que el Primer Doctor simplemente muere de viejo.

## Producción
| Episodio          | Fecha de emisión      | Duración | Espectadores en millones | Estado en el archivo                                              |
| ----------------- | --------------------- | -------- | ------------------------ | ----------------------------------------------------------------- |
| Episodio 1        | 8 de octubre de 1966  | 23:08    | 5,5                      | Película de 16mm                                                  |
| Episodio 2        | 15 de octubre de 1966 | 23:15    | 6,4                      | Película de 16mm                                                  |
| Episodio 3        | 22 de octubre de 1966 | 23:31    | 7,6                      | Película de 16mm                                                  |
| Episodio 4        | 29 de octubre de 1966 | 24:02    | 7,5                      | Sólo se conservan fotogramas y el audio, así como la escena final |
| [ 1 ] [ 2 ] [ 3 ] |                       |          |                          |                                                                   |

- William Hartnell no apareció en el tercer episodio. El lunes anterior a la grabación del programa, envió un telegrama al equipo de producción diciéndoles que estaba demasiado enfermo para trabajar. Gerry Davis reescribió el guion para explicar la ausencia del Doctor (su desmayo repentino) y le dio su diálogo a otros personajes, sobre todo a Ben. Esto no fue una interrupción tan grave como parece, ya que los cuatro episodios se habían escrito para que Hartnell tuviera relativamente poco que hacer en caso de que ocurriera algo así.
- En el guion, las últimas palabras del Primer Doctor eran algo similar a "¡No... no, sencillamente no me voy a rendir!" El tiempo se agotaba al final de la producción, y el director Derek Martinus optó por no grabar la línea, queriendo asegurarse de que la escena de regeneración se grabara lo mejor posible. De esta forma, las últimas palabras del Primer Doctor fueron simplemente "¡Ah! Sí. Gracias. Eso esta bien, para mantenerse caliente".
- Los cuatro episodios de esta historia muestran una secuencia gráfica especial para los títulos de apertura y cierre, diseñada por Bernard Lodge, que estaba pensada para que pareciera la impresión de un ordenador.